# قانون الطاقة
تحكم قوانين الطاقة استخدام الضرائب وفرضها على الطاقة سواءً الطاقة المتجددة وغير المتجددة. تُعد هذه القوانين بمثابة السلطة الأولية (مثل أحكام القضاء والتشريع والقواعد والتنظيم والمراسيم) المتعلقة بالطاقة. في المقابل، تُشير سياسة الطاقة إلى الاستراتيجيات والسياسات المتعلقة بالطاقة.
تتضمن قوانين الطاقة التوفير القانوني للنفط والغازولين وضرائب الاستخراج. تتضمن ممارسة قانون الطاقة عقودًا لتحديد المواقع والاستخراج والتراخيص لحقوق الملكية والاستحواذ على النفط والغاز الموجودين تحت الأرض قبل الاكتشاف وبعد العثور عليهما والأحكام القضائية المتعلقة بتلك الحقوق.

## القانون الدولي

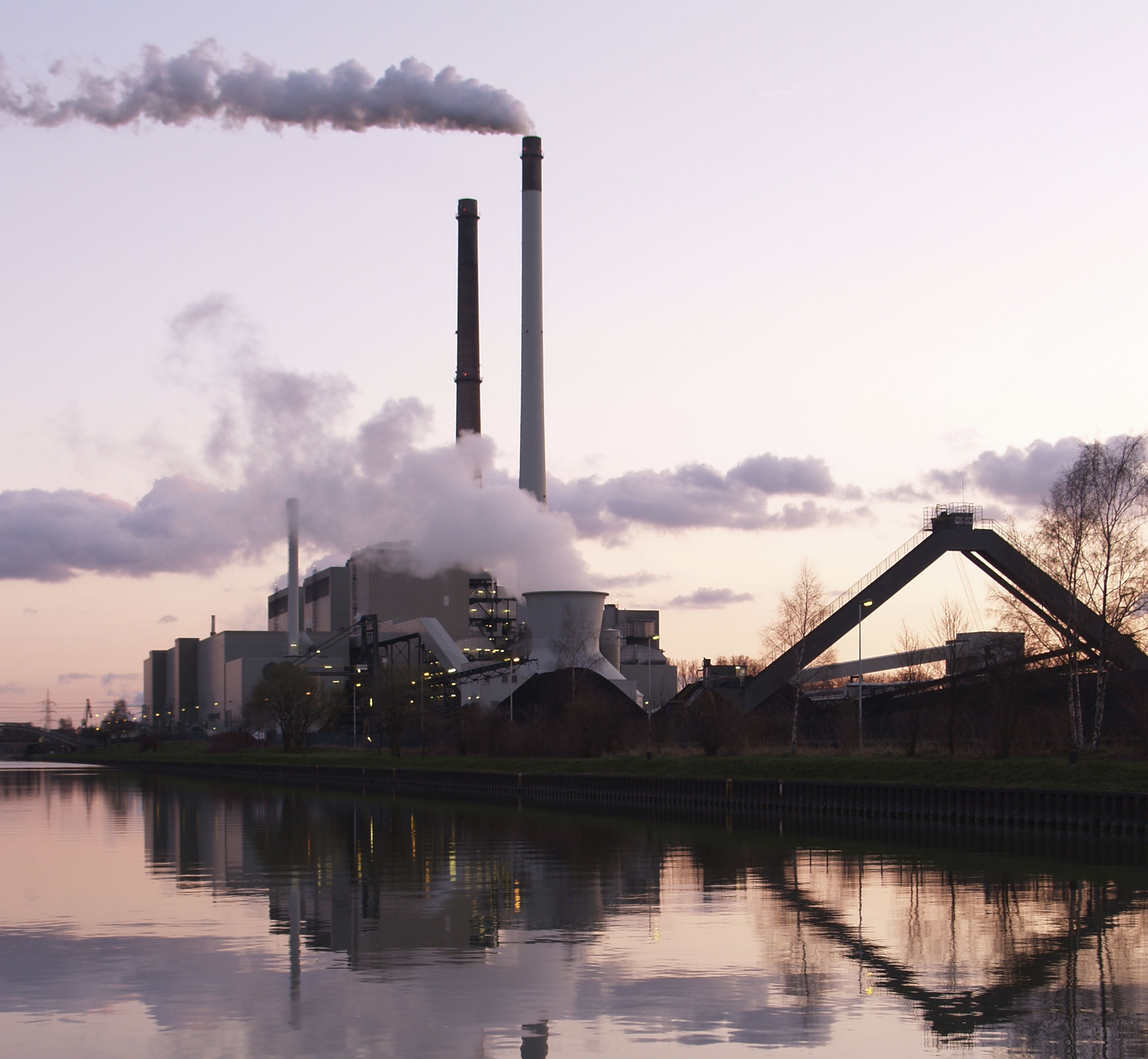
محطة توليد الطاقة بالفحم في داتلن بألمانيا.

هناك اهتمام أكاديمي متزايد في قانون الطاقة الدولي بما في ذلك ندوات التعليم القانوني المستمرة والأطروحات ومراجعات القوانين ودورات التخرج. في نفس المستوى، هناك اهتمام متزايد في قضايا تحديد الطاقة وعلاقتها المعنية بالتجارة الدولية والمنظمات التابعة لها مثل منظمة التجارة العالمية.

## أفريقيا
يوجد في غانا كيان تنظيمي على الطاقة وهو هيئة الطاقة.
تملك الحكومة النيجيرية الشركة الوطنية النيجيرية للبترول.
اعتمدت أوغندا قانونًا جديدًا للطاقة النووية تأمل منه أن يسرع التعاون التقني بين البلاد والهيئة الدولية للطاقة الذرية، وفقًا لمسؤول رفيع في الوكالة من ذلك البلد الأفريقي.

## أستراليا
تُعد الطاقة قطاعًا كبيرًا للأعمال، تمثل شركة إنتاج واستكشاف البترول الأسترالية 98% من منتجي النفط والغاز في أستراليا.

## كندا
يوجد في كندا قانون طاقة شامل، مطبق على كل من الاتحادات والمقاطعات وخاصةً ألبرتا. يشمل هذا القانون:
- قانون الوقود المغاير 1995.[14]
- قانون الطاقة التعاوني 1980-1981-1982-1983.[15]
- قانون إدارة الطاقة 1985.[16]
- قانون مراقبة الطاقة 1985.[17]
- قانون الطاقة النووية 1985.[18]
- قانون كندا لعمليات النفط والغاز 1985.[19]
- قانون كندا لمصادر البترول 1985.[20]
- قانون هيئة الطاقة الوطنية 1985.[21]
- قانون فحص الكهرباء والغاز 1985.[22]

هناك بعض الاهتمام الأكاديمي في قانون الطاقة في كندا، بوجود خدمات دورية سائبة وأفرودات واستشارات مع محامين مختصين في الممارسة.
أصدرت المحكمة العليا الكندية بعض الأحكام القضائية الكندية المتعلقة بالطاقة.

تُعد قوانين الطاقة في كندا شاملةً جدًا ومعقدة في جزء كبير منها بسبب امتلاك الحكومة لمصادر الطاقة:
«يُعد النفط الرملي ثمينًا ليس فقط لشركات النفط، بل أيضًا بالنسبة لحكومة مقاطعة ألبرتا التي تمتلك حقوق المعادن في كل الأراضي تقريبًا وشجعت الصناعة مدة 75 عامًا». وفقًا لروبرت كوزينغ من مجلة ناشيونال جيوغرافيك.
تملك كندا وحكومة مقاطعة كيبيك منشآت سدود هيدروليكية لا تولد الطاقة فحسب، بل تثير الجدل أيضًا.

## الاتحاد الأوروبي
يركز قانون الطاقة الأوروبي على الآليات القانونية لإدارة التعطل قصير الأجل لإمدادات الطاقة في القارة، مثل قانون ألمانيا لعام 1974 لتأمين إمدادات الطاقة. كان مشروع الهيدروجين الأوروبي المتكامل مشروعًا تابعًا للاتحاد الأوروبي لدمج المبادئ التوجيهية للجنة الأمم المتحدة الاقتصادية لأوروبا وإيجاد أساس لتنظيم اللجنة الاقتصادية لأوروبا لمركبات الهيدروجين والبنية التحتية اللازمة لتحل محل التشريعات واللوائح الوطنية. كان الهدف من هذا المشروع تعزيز سلامة مركبات الهيدروجين وتنسيق عملية الترخيص والموافقة عليها.
أنشأت خمس دول اتحاد الطاقة يوروأوبزيرفر. أنشأ الاتحاد الأوروبي أيضًا مجتمع طاقة لتوسيع سياساته لتشمل جنوب شرق أوروبا.

### ألمانيا
يفرض قانون الطاقة المتجددة في ألمانيا استخدام الطاقة المتجددة من خلال الضرائب والرسوم الجمركية. يشجع هذا القانون على تطوير مصادر الطاقة المتجددة من خلال نظام من التعريفة الجمركية. تنظم كمية الطاقة المولدة من قبل المنتج ونوع مصدر الطاقة المتجددة. ويخلق أيضًا حافزًا لتشجيع التقدم التكنولوجي والتكاليف. كانت النتائج مذهلة: في 6 يونيو 2014، كان أكثر من نصف طاقة البلاد المستخدمة في ذلك التاريخ من الطاقة الشمسية. بالرغم من أن العمليات التنظيمية تضيف المزيد من الطاقة المتجددة إلى مزيج الطاقة الخاص بها، أصبحت الشبكة الكهربائية الألمانية أكثر موثوقية، لا العكس.
اقترحت الحكومة الألمانية التخلي عن التخلص التدريجي المخطط له من الطاقة النووية للمساعدة في كبح ارتفاع أسعار الكهرباء وحماية البيئة، وفقًا للمقترحات التي وضعتها فرقة عمل معنية بالطاقة برئاسة وزير الاقتصاد مايكل غلوس. عارض حزب الخضر الألماني الطاقة النووية، وكذلك القوة السوقية للمنشآت الألمانية، مدّعيًا أن نقص الطاقة نتج بصورة مصطنعة.
هناك اهتمام أكاديمي كبير بقانون الطاقة الألماني. يوجد مخطط يلخص تشريعات الطاقة الألمانية.

### إيطاليا

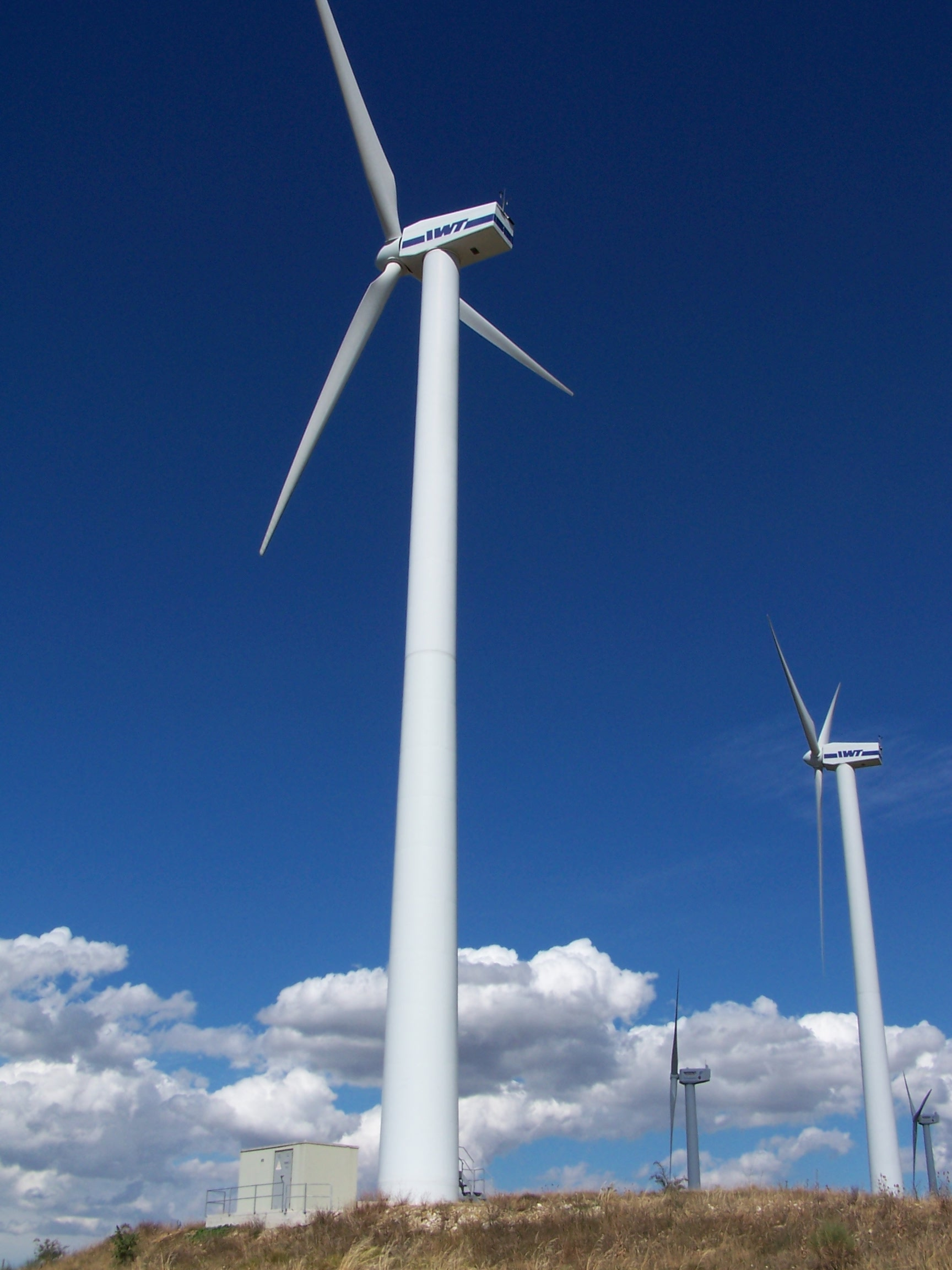
عنفات هوائية في كامبانيا

تملك إيطاليا موارد طبيعية قليلة. تفتقر إلى رواسب كبيرة من الحديد أو الفحم أو النفط. تشكل احتياطيات الغاز الطبيعي المؤكدة -بالأخص في وادي بو وفي البحر الأدرياتيكي- أهم الموارد المعدنية في البلاد. يستورد أكثر من 80% من مصادر الطاقة في البلاد. يعتمد قطاع الطاقة اعتمادًا كبيرًا على الواردات من الخارج: في عام 2006، استوردت الدولة أكثر من 86% من إجمالي استهلاكها للطاقة.
في العقد الماضي، أصبحت إيطاليا أحد أكبر منتجي الطاقة المتجددة في العالم، إذ احتلت المرتبة الخامسة بين أكبر منتج للطاقة الشمسية في العالم في عام 2009، وسادس أكبر منتج لطاقة الرياح في عام 2008.
في عام 1987، بعد كارثة تشيرنوبيل، أقرت أغلبية كبيرة من الإيطاليين في استفتاء التخلص التدريجي من الطاقة النووية. ردت الحكومة بإغلاق محطات الطاقة النووية الحالية ووضع حد تام للبرنامج النووي الوطني. تستورد إيطاليا أيضًا نحو 16% من احتياجاتها من الكهرباء من فرنسا مقابل 6.5 غيغا، ما يجعلها أكبر مستورد للكهرباء في العالم. نظرًا إلى اعتمادها على الوقود الأحفوري الباهظ والواردات، يدفع الإيطاليون نحو 45% أكثر من المتوسط في الاتحاد الأوروبي للكهرباء.
في عام 2004، أتاح قانون الطاقة الجديد إمكانية إقامة مشاريع مشتركة مع الشركات الأجنبية لبناء محطات للطاقة النووية واستيراد الكهرباء. في عام 2005، عقدت شركة الطاقة الإيطالية، اتفاقية مع شركة كهرباء فرنسا مقابل 200 ميغاواط من مفاعل نووي في فرنسا وربما 1000 ميغاوات إضافية من البناء الجديد. ضمن الاتفاقية، حصلت شركة الطاقة الإيطالية على حصة 12.5% في المشروع والمشاركة المباشرة في تصميم المنشآت وبنائها وتشغيلها. في خطوة أخرى، اشترت شركة الطاقة الإيطالية أيضًا 66% من شركة سلوفاك إلكتريك التي تدير ستة مفاعلات نووية. في هذه الاتفاقية، تدفع شركة الطاقة الإيطالية للحكومة السلوفاكية 1.6 مليار يورو لإكمال محطة للطاقة النووية في موشوفسي، التي يبلغ إجمالي إنتاجها 942 ميغاواط. بفضل هذه الاتفاقيات، تمكنت إيطاليا من الوصول إلى الطاقة النووية دون وضع مفاعلات على الأراضي الإيطالية.

### ليتوانيا
تملك دولة ليتوانيا قانونًا للطاقة يطلق عليه اسم قانون الطاقة (بالليتوانية: Energetikos teisė).

### أوكرانيا
في أوكرانيا، تُدعم مشاريع الطاقة المتجددة من خلال نظام تعريفة التغذية. يشير قانون أوكرانيا حول مصادر الطاقة البديلة إلى مصادر الطاقة البديلة: الطاقة الشمسية وطاقة الرياح والطاقة الحرارية الأرضية والطاقة الحرارية المائية والبحرية والطاقة المائية والطاقة الكهرومائية والكتلة الحيوية والغاز الحيوي في مدافن النفايات وغيرها. تعد اللجنة التنظيمية الوطنية الأوكرانية للطاقة والمنشآت والوكالة الحكومية المعنية بكفاءة استخدام الطاقة وتوفير الطاقة في أوكرانيا من أهم هيئات تنظيم الطاقة المتجددة. أجريت إصلاحات من قبل الحكومة الأوكرانية في مجال الطاقة البديلة. هناك حاجة لخدمات توفير الطاقة في أوكرانيا، تصل إمكانياتها إلى نحو 5 مليارات يورو فقط في المباني المملوكة للدولة.

### مواضيع عامة
- طاقة
- حفظ الطاقة
- اقتصاديات الطاقة
- سوق الطاقة
- استهلاك عالمي للطاقة

### سياسات وقوانين
- حق ارتفاق
- سياسة الطاقة للاتحاد الأوروبي
- نجمة الطاقة
- أمن الطاقة
- تعرفة حسب التغذية
- بتروبنجلا

### جامعات
- جامعة لافال
- جامعة وايومنغ